# Phare de Grenjanes
Le phare de Grenjanes (en islandais : Grenjanesviti) est un phare situé dans la région de Norðurland eystra. Il marque la fin de la péninsule de Langanes et l'entrée du Lónafjörður.